# زاريتشني (مقاطعة بينزا)
زاريتشني، بينزا أوبلاست (بالروسية: Заречный) هي إحدى مدن روسيا في الكيان الفدرالي الروسي بينزا أوبلاست.